# Szuper Beton
Szuper Beton is een wielerploeg met Hongaarse licentie, de samenstelling is ruwweg half Hongaars, half Italiaans. Zij heeft het statuut van continentale wielerploeg.

## Geschiedenis
De ploeg werd opgericht in 2010 ten gevolge van het opdoeken van het team LPR Brakes-Farnese Vini. De belangrijkste sponsors in 2010 waren De Rosa, een Italiaans fietsmerk en Stac Plastic, een chemisch bedrijf. Deze twee sponsors waren ook al vertegenwoordigd in de voormalige LPR Brakes-ploeg.
De meerderheid van de renners zijn Italianen, in eerste instantie grotendeels uit de ploeg LPR. Nochtans had deze ploeg twee voorname renners verloren: Danilo Di Luca ten gevolge van doping en Alessandro Petacchi die overstapte naar Lampre-Farnese Vini. Het team wordt geleid door Giovanni Fidanza en bijgestaan door Marco Tabai. 
De ploeg had toen het statuut van Continentale wielerploeg. Ze nam vooral deel aan de Continentale circuits. De Rosa mocht in 2010 nochtans niet deelnemen aan de ProTour omdat ze geen deel uitmaakt van de 18 continentale ploegen die de label wild card kregen.
Reeds bij haar debuut in januari 2010 viert de ploeg Rosa-Stac Plastic een succes in de Ronde van Reggio Calabria waarin Matteo Montaguti de eerste etappe en het eindklassement wint. De ploeg nam ook deel aan de Ronde van Japan in mei 2010 en wint er vier etappes en het eindklassement.
In 2011 fusioneerde De Rosa met een ander Iers-Italiaanse ploeg Ceramica Flaminia. De fusieploeg trad aan in het Pro-Continentale circuit en kreeg ook een wildcard voor de Ronde van Polen 2011. In het seizoen 2012 heeft de ploeg nieuwe sponsors en gaat het door het leven als Utensilnord-Named.

## Seizoen 2014

### Transfers
| Inkomend          | Team 2013 | Uitgaand | Team 2014 |
| ----------------- | --------- | -------- | --------- |
| Gennaro Maddaluno | Neo       |          |           |
| Tamas Lengyel     | Geen      |          |           |
| Bernard Bendeguz  | Geen      |          |           |
| Gregely Varró     | Neo       |          |           |
| Balázs Rózsa      | Neo       |          |           |

### Overwinningen in het veldrijden 2014
| Datum      | Wedstrijd                        | Winnaar      |
| ---------- | -------------------------------- | ------------ |
| 12 januari | Hongaars kampioenschap, Beloften | Balázs Rózsa |

## Seizoen 2013

### Overwinningen in de UCI Europe Tour
| Datum   | Wedstrijd                              | Cat. | Winnaar            |
| ------- | -------------------------------------- | ---- | ------------------ |
| 20 juni | Hongaars kampioenschap, Beloften (ITT) | CN   | Ábel Kenyeres      |
| 22 juni | Hongaars kampioenschap                 | CN   | Krisztián Lovassy  |
| 22 juni | Hongaars kampioenschap, Beloften       | CN   | Péter Simon        |
| 7 juli  | Giro del Medio Brenta                  | 1.2  | Federico Rocchetti |
| 21 juli | Grote Prijs van Boedapest              | 1.2  | Krisztián Lovassy  |

### Renners
| Naam                                   | Geboortedatum     | Nationaliteit | Ploeg 2012            |
| -------------------------------------- | ----------------- | ------------- | --------------------- |
| Gabriele Bosisio                       | 6 augustus 1980   | Italië        |                       |
| Szilárd Buruczki                       | 13 januari 1979   | Hongarije     | Geen                  |
| Rida Cador                             | 25 maart 1981     | Hongarije     | Geen                  |
| Zsolt Dér                              | 25 maart 1983     | Hongarije     | Geen                  |
| Botond Holló                           | 17 april 1992     | Hongarije     | Neo                   |
| Ábel Kenyeres (vanaf 7 juni)           | 14 februari 1994  | Hongarije     | Neo                   |
| Péter Kusztor                          | 27 december 1984  | Hongarije     | Atlas Personal-Jakroo |
| Omar Lombardi (tot 29 augustus)        | 16 september 1989 | Italië        | Colnago-CSF Bardiani  |
| Krisztián Lovassy                      | 23 juni 1988      | Hongarije     | Tusnad Cycling Team   |
| Andrea Masciarelli (vanaf 24 april)    | 2 september 1982  | Italië        | Acqua & Sapone        |
| Simone Masciarelli                     | 2 januari 1980    | Italië        | Acqua & Sapone        |
| Alessandro Mazzi                       | 16 november 1987  | Italië        | Neo                   |
| Péter Palotai                          | 4 februari 1992   | Hongarije     | Tirol Cycling Team    |
| Máté Radonics (tot 7 juni)             | 8 februari 1993   | Hongarije     | Neo                   |
| Federico Rocchetti                     | 14 januari 1989   | Italië        |                       |
| Daniele Scampamorte (vanaf 1 augustus) | 15 juli 1986      | Italië        | Acqua & Sapone        |
| Péter Simon                            | 14 oktober 1991   | Hongarije     | Geen                  |
| Gianfranco Visconti (vanaf 1 augustus) | 18 februari 1983  | Italië        |                       |
| Marco Zamparella                       | 1 oktober 1987    | Italië        | Neo                   |
| Marco Zanotti (tot 9 augustus)         | 10 september 1988 | Italië        |                       |

## De Rosa-Stac Plastic in 2010

### Samenstelling ploeg
| Renner            | Geboortedatum | Nationaliteit | Ploeg 2009              |
| ----------------- | ------------- | ------------- | ----------------------- |
| Cristian Benenati | 15.07.1982    | Italië        | ISD-Neri                |
| Oleg Berdos       | 09.06.1987    | Moldavië      |                         |
| Stefano Borchi    | 09.03.1987    | Italië        |                         |
| Giorgio Brambilla | 19.09.1988    | Italië        |                         |
| Damiano Caruso    | 12.10.1987    | Italië        | LPR Brakes-Farnese Vini |
| Marco Cattaneo    | 05.06.1982    | Italië        | LPR Brakes-Farnese Vini |
| Riccardo Chiarini | 20.02.1984    | Italië        | LPR Brakes-Farnese Vini |
| Claudio Corioni   | 26.12.1982    | Italië        | Liquigas                |
| Claudio Cucinotta | 22.01.1982    | Italië        | LPR Brakes-Farnese Vini |
| Giairo Ermeti     | 07.04.1981    | Italië        | LPR Brakes-Farnese Vini |
| Roberto Ferrari   | 09.03.1983    | Italië        | LPR Brakes-Farnese Vini |
| Jure Golčer       | 12.07.1977    | Slovenië      | LPR Brakes-Farnese Vini |
| Sergio Lagana     | 04.11.1982    | Italië        | LPR Brakes-Farnese Vini |
| Matteo Montaguti  | 06.01.1984    | Italië        | LPR Brakes-Farnese Vini |
| Fabio Negri       | 06.12.1982    | Italië        | LPR Brakes-Farnese Vini |
| Eddy Ratti        | 04.04.1977    | Italië        | Amica Chips-Knauf       |
| Cristiano Salerno | 18.02.1985    | Italië        | LPR Brakes-Farnese Vini |

### Overwinningen
| Datum      | Wedstrijd                           | Land        | UCI-Klas | Winnaar           |
| ---------- | ----------------------------------- | ----------- | -------- | ----------------- |
| 30/01/2010 | 1e etappe Ronde van Reggio Calabria | Italië      | 2.1      | Matteo Montaguti  |
| 02/02/2010 | Ronde van Reggio Calabria           | Italië      | 2.1      | Matteo Montaguti  |
| 28/02/2010 | GP Lugano                           | Zwitserland | 1.1      | Roberto Ferrari   |
| 03/03/2010 | Ronde van Friuli                    | Italië      | 1.1      | Roberto Ferrari   |
| 17/05/2010 | 2e etappe Ronde van Japan           | Japan       | 2.2      | Cristiano Salerno |
| 18/05/2010 | 3e etappe Ronde van Japan           | Japan       | 2.2      | Claudio Cucinotta |
| 21/05/2010 | 5e etappe Ronde van Japan           | Japan       | 2.2      | Cristiano Salerno |
| 23/05/2010 | 7e etappe Ronde van Japan           | Japan       | 2.2      | Claudio Cucinotta |
| 23/05/2010 | Eindklassement Ronde van Japan      | Japan       | 2.2      | Cristiano Salerno |
| 25/07/2010 | 5e etappe Brixia Tour               | Italië      | 2.1      | Roberto Ferrari   |
| 01/08/2010 | Trofeo Matteotti                    | Italië      | 1.1      | Riccardo Chiarini |